# Therion sassacus
Therion sassacus är en stekelart som beskrevs av Henry Lorenz Viereck 1917. Therion sassacus ingår i släktet Therion och familjen brokparasitsteklar. Inga underarter finns listade i Catalogue of Life.